# Hrdějovice
Hrdějovice település Csehországban, a České Budějovice-i járásban. Hrdějovice Úsilné, Hluboká nad Vltavou, Hosín, Borek és České Budějovice településekkel határos. Lakosainak száma 1491 fő (2024. január 1.).

## Népesség
A település lakosságának változását az alábbi diagram mutatja:
| Lakosok száma | 441  | 522  | 1002 | 913  | 800  | 1478 | 1560 | 1566 | 1510 | 1491 |
|               | 1869 | 1890 | 1921 | 1950 | 1980 | 2001 | 2017 | 2019 | 2022 | 2024 |